# 正太战役 (1947年)
正太战役，是1947年4月至5月，晋察冀野战军对正太线石家庄至榆次段进行的一次战役，经过一个多月的战斗成功控制正太线获鹿县至榆次段，打通晋察冀边区和晋冀鲁豫边区。

## 背景
1947年春，國民革命軍采用重点进攻策略，陆军上将胡宗南部占领延安；由于其他地区兵力不足，第二次国共内战华北战场的局面已经出现有利于晋察冀野战军主动进攻的情况，國民革命軍分别据守在主要铁路沿线及北平、保定、天津、石家庄、张家口、太原等大城市。在中国共产党方面，1947年3月底，中共晋察冀中央局在安国召开扩大会议，讨论军事、土地改革和生产问题。就军事方面，解放军将领讨论如何争取战争主动性，并形成方针坚持“以农村包围城市、不计一城一地的得失”。为减轻中共中央在陕北的压力，进一步牵制山西阎锡山部进攻陕北，拔掉正太路沿线及石家庄外围据点，聂荣臻司令员经过缜密考虑，决定集中军区主力第2、第3、第4纵队，发起正太战役，进而使晋察冀和晋冀鲁豫边区连成一片。

## 筹备
1947年春，北平行辕为确保北平、天津、保定等战略要点，保持与东北国军的联系，将主要兵力部署在北平、天津、保定三角地区及平汉、津浦、北宁、平绥等铁路沿线，并计划使用驻平汉线、北宁线的第16、第94军及整编第62师第95旅等部，进攻晋察冀边区大清河以北地区。但由于兵力不足，反而在正太铁路沿线只部署了部分兵力。其中，石门周围和正太铁路东段（娘子关以东，含娘子关）由保定绥署孙连仲部守备，其第3军第7、第32师主力在石门，第7师第19团及保安第5总队在滹沱河以北正定、辛安、平乐等地，保安第17总队在石门以南窦妪、元氏等地，第32师第96团和保安第10总队等部在石门以西至娘子关以东地区。正太铁路西段（娘子关以西）和太原由太原绥署阎锡山部守备，其第43军暂编第49师和第33军第71师第213团及暂编独立第10总队（欠1个团）、独立保安第5大队等部在娘子关以西的平定、阳泉寿阳以及盂县等地：第33军第71师（欠1个团）和暂编第46师在太原近郊。
由于正太铁路东、西两段分属保定和太原綏靖公署两个系统的部队守备，他们各图保存实力，解放军推测国军两部协调困难、互相支援的可能性不大，特别是国军第3军已处于孤立少援境地。因此，石门外围和正太铁路沿线，加上此地为老解放区，群众条件好，便于解放军实施各个击破。鉴于上述情况，晋察冀军区于3月31日决定，以第2、第3、第4纵队全部及地方武装一部，发起正太战役。

## 进行

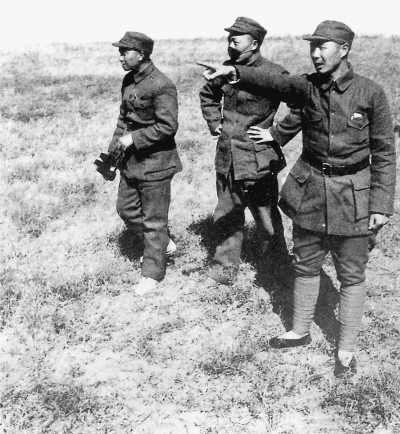
1947年，萧克、聂荣臻、杨成武在正太战役前线

3月31日，聂荣臻将战役计划报告中共中央军委，计划战役分两期完成：第一期重点于东段，以3个纵队歼灭石家庄外围之敌；第二期以主力向西大举破击。战役计划4月8日举行，约一个月左右完成。为使战役顺利进行，参战部队开展了有针对性的战术技术训练，团以上指挥员和参谋人员进行了实地勘察，并把军区司令部设在平山县封城村。

### 第一阶段
4月3日、4日，晋察冀军区第2、第3、第4纵队分别由高阳、任丘等地区，向威庄、富头、东杨村一带和肃宁西北、蠡县以东地区出发，先后向预定阵地前进。为保守秘密，解放军采取夜行军，一律停止电台联络，沿途封锁消息。4月8日，各部队均进到石门外围。其中，杨得志、李志民指挥的第2纵队到达无极西南地区，杨成武第3纵队到达行唐、新乐地区，陈正湘、胡耀邦的第4纵队到达藁城以南地区。4月9日凌晨1时，军区各部队按预定计划，分两路同时向石门外围国军发起突然攻击。一路由第2、第3纵队等部向滹沱河以北正定、安丰之间攻击；一路由第4纵队等部向滹沱河以南石门以东地区攻击。
在滹沱河以北地区，第2纵队猛攻安丰、平乐、东西杜村、大小白庄等地，先后攻克大小白庄、东西杜村、赵庄等据点，歼守军一部，包围了第3军第7师第19团的1个营及新乐、行唐等县的保安团队；第3纵队攻克拐角铺、吴兴，之后直扑辛安火车站，将国军第7师第19团主力及曲阳等县的保安团包围。随后，各部队分别对被围守军发起攻击。在解放军强大的攻势下，国军大部被歼，仅少数逃入正定城。10日，第2纵队推进至正定以东地区，第3纵队攻占正定火车站、正定城北关、西关及城南大杨庄，并炸毁滹沱河铁桥，切断了国军向石门的退路。之后，两纵队迅速将正定城合围。4月11日18时，在军区炮兵团2个营猛烈炮火支援下，第2纵队从东、南两面，第3纵队从西、北两面，向正定城发起攻城战。第5、第4、第7旅相继攻入城内。4月12日晨，军区部队向国军发起总攻，保安第5总队、第7师第19团、保安团队一部被全歼，国军第7师少将副师长刘海东被俘。
与此同时，第4纵队主力及冀中军区第11军分区部队在冀南军区部队的配合下，以奔袭战法，迅速攻占了石门以东、东南地区的韩通、白佛、方村等大小据点多处，歼灭了国军第3军第32师第95、第96团各1个连及保安团一部。4月9日，晋察冀军区第4纵队在方村附近将由石门近郊出援的1个保安大队全部歼灭。接着，4纵直插石门以南的高迁、窦妪2个火车站，并包围了栾城。10日10时15分，第4纵队第11旅在冀中军区第11军分区部队的配合下，向栾城发起攻击。21时夺取该城，俘保安团800余人。第一阶段中，解放军成功肃清石家庄外围守军据点90余处，破袭正太路石家庄至获鹿段，给国军造成了围攻石家庄的势态。

### 第二阶段
国军方面，在傅作义的指挥下，国军驻守北平、天津、保定并没直接南下救援石家庄，却于4月8日以第九十四军、第十六军、整编第六十二师等部，向大清河北地区进攻，意在“围魏救赵”。国军在攻占胜芳后，继续增兵国军第五十三军、整编第九十六旅加入到战场。解放军被迫在继续进攻正太线或者撤军至大清河北之间抉择；4月21日，聂荣臻、萧克、罗瑞卿给中共中央军委发电报，称国军南援的可能性最大，但晋察冀军区仍按预定计划完成正太战役第二期作战。如国军未南援，则继续歼三个军；如南援，则采用围点打援办法，向平保段或保石段出击。
4月22日，中共中央军委主席毛泽东代表中央军委回电：
|  | 聂萧罗并告朱刘：马电悉。你们现已取得主动权，如敌南援，你们不去理他，仍然集中全力完成正太战役，使敌完全陷入被动，这是很正确的方针。正太战役完成后，应完全不被敌之动作所迷惑，选择敌之薄弱部分主动地歼击之，选击何部那时再定。这即是先打弱的，后打强的，你打你的，我打我的（各打各的）政策，亦即完全主动作战政策。 |

第二阶段战役中，晋察冀军区第2、第3纵队继续沿正太铁路秘密西进，攻克井陉、获鹿。二纵在攻占盂县后，向寿阳迁回作战。三纵攻克娘子关后，包围了平定，前锋逼近阳泉。4月24日，阎锡山急令第33军主力第71师、暂编第46师增援阳泉。随后，又以第8、第10总队主力进入阳泉，企图阻止解放军西进。同时，还派第71师一个团和暂编第49师等部1.2万余人防守寿阳。解放军采用迁回包围、猛插分割等战术，三纵从正面与国军交火，先后占领测石驿、芹泉、盂县，切断国军向西、向北逃跑的退路，四纵从井陉地区西进，至此三个纵队逐步压缩包围，国军在看清自己将被围歼后，开始突围。
5月1日，阳泉国军除以由日军改编的保安第五大队留驻狮垴山担任守备外，其第33军的第46师、第10总队突围西撤，进入围点打援的伏击圈中，被晋察冀部队分别包围于賽鱼、测石驿两地。5月3日，被围国军大部被歼。同日，驻守狮垴山的第5大队，在大队长薮田信雄:81（一说滕田信雄、苏雄信）率领下，500余人投降。5月4日，解放军再次攻占寿阳城。二纵主力顺势西进，逼近榆次。基于此方略，国军受到冀中军区部队和民兵阻击后，除空运的第十六军的一个团抵达石家庄外，其他部队在正太战役结束前，仍在保定一线徘徊。

## 战果
此役，解放军共歼灭国军3.5万余人，攻占山西的孟县、阳泉、定襄、平定、寿阳和河北的正定、栾城、井陉，控制获鹿至榆次铁路（360余里），切断太原与石家庄的联系，孤立石家庄国军守军，打通了晋察冀边区和晋冀鲁豫边区两个解放区；此外，解放军攻占晋、冀两省交界要塞娘子关，切断了阎锡山部向东的出口；并占领国民党在山西和河北的两处燃料基地（阳泉、井陉）。此次战役中，当地中共路南县委和路北县委组织大量民兵参与支前工作，其中路南组织41,450人、路北组织10,578人。

## 影响
毛泽东在此次战役中的电报“先打弱的、后打强的，你打你的、我打我的”战略战术，也在之后的解放军中屡次使用。经历了大同集宁战役和张家口战役失利阴影下的晋察冀野战军，也通过此次正太战役士气大振，开始摆脱被国军战术牵引的做法，并为随后的第一次保北战役、清风店战役、石家庄战役奠定了战略基础。
1965年3月24日，中国共产党中央委员会主席毛泽东在会见由艾哈迈德·舒凯里率领的巴勒斯坦解放组织代表团谈话时，指出：“打仗的办法就有两条，你打你的，我打我的。什么军事道理，简单地说就这么两句话。”